# Зверховский, Пётр Ефимович
Пётр Ефи́мович Зверхо́вский (8 сентября 1942, Жабелевка, Винницкая область — 26 октября 2020, Волгоград) — советский, российский художник, живописец, монументалист и график. Член Союза художников СССР с 1981 года (с 1991 года — член Союза художников России).

## Биография
Пётр Ефимович Зверховский родился 8 сентября 1942 года на территории Западной Украины, в селе Изабеловка (Жабелевка) Винницкой области в крестьянской семье.
В 1961 году Пётр Зверховский поступает на художественно-графический факультет Краснодарского Педагогического института, с 1962 года обучается в Киевском государственном художественном институте на отделении станковой живописи, а после его окончания в 1967 году поступает в Ленинградское Высшее художественно-промышленное училище им. В. И. Мухиной (ныне — Санкт-Петербургская художественно-промышленная академия имени А. Л. Штиглица) на отделение монументальной живописи.
В 1973 году, по приглашению регионального отделения Союза художников Пётр Зверховский приезжает в Волгоград и начинает работу в качестве художника-монументалиста. Он занимается оформлением транспортных остановок, домов культуры и клубов как в самом областном центре, так и в деревнях и поселках Волгоградской области, работает в технике мозаики, росписи, сграффито. В настоящее время сохранилась только одна монументальная работа Петра Зверховского — мозаика на фасаде бывшего Волгоградского завода тракторных деталей и нормалей, созданная в 1975 году. Все остальные монументальные работы художника были уничтожены в ходе реконструкций 90-х гг.
Одновременно с выполнением официальных заказов, в 70-х и 80-х годах XX века Пётр Зверховский создаёт большое количество живописных работ и графики, которые не находят понимания у официальных лиц. Даже станковые работы, созданные художником специально к 60-летию Октябрьской революции «Первые декреты Советской Власти» — «Декрет о земле» и «Декрет о мире» были с негодованием отвергнуты выставочным комитетом. Петра Зверховского обвинили в том что, прикрываясь «большой» темой, он пропагандирует формализм. До начала 90-х годов работы Петра Зверховского на официальных художественных выставках не выставлялись.
После падения коммунистического режима и распада СССР Пётр Зверховский начинает активно выставляться в России и других странах. С 1992 года работы Петра Зверховского были представлены более чем на 60 выставках в России, Германии, США, Испании, Италии и Украине. В 1997 году художник в течение двух месяцев работает в Италии. С начала двухтысячных годов и до самой кончины Пётр Зверховский получает поддержку со стороны благотворительного фонда Семь Ветров.
Петр Ефимович Зверховский скончался 26 октября 2020 года от последствий двусторонней пневмонии, похоронен на кладбище Красноармейского района г. Волгограда.
Работы Петра Зверховского находятся в собраниях Государственного Русского музея в Санкт-Петербурге, Московского музея современного искусства (ММОМА), Фонда Сурикова (Мадрид, Испания), Саратовского художественного музея имени А. Н. Радищева, Волгоградского музея изобразительных искусств имени И. И. Машкова, благотворительного фонда Семь Ветров, а также — в частных собраниях в России, Германии, Австрии, Голландии, Франции, США, Великобритании, Канаде и Украине.

## Творчество
Петр Зверховский является ярким представителем примитивизма и, так называемого, «наивного искусства». По мнению искусствоведа Л. А. Яхонтовой, примитивизм, обозначившийся в 70-х и 80-х гг. XX века в творчестве многих художников, имел у Петра Зверховского особую, «глубинную» природу — примитивизм был не искусственным приёмом, а наиболее естественной для Петра Зверховского выразительной формой, художник следовал в своём творчестве традициям народного искусства, среди которого он родился и вырос. 
«Стилистика его работ, идущая от наивного искусства, оснащена художественными достижениями XX века и вмещает творческую проблематику близких ему линий европейской живописи. В работах Зверховского свободно пересекаются средневековая Русь и раннее Возрождение, приемы кубизма и сезанновские открытия. Это метафорическое смешение и смещение и составляет суть его поэтики…»

Л. А. Яхонтова, Пространство и время Петра Зверховского.
Круг жанровых предпочтений Петра Зверховского в живописи и графике традиционен — пейзаж, портрет, натюрморт, жанровые сценки. Однако, все они оказываются «вне реального пространства» и представляют собой своеобразные «сочинения на тему». Получивший прекрасное образование художник переплетает в своих «наивных» работах все трофы мировой художественной культуры и различные пласты человеческой истории — античность, средневековье, самое начало технологической эпохи и современность.

## Награды
- 2012 — Кавалер одена «Царицынская муза», Волгоград, Россия
- 2019 — Победитель (1 и 2 место) на выставке-конкурсе «Аrt Week in China» в номинации «Неопримитивизм», Пекин, КНР[8]

## Работы П.Зверховского в различных проектах

### Бубновый валет: Постскриптум
В 2013 году работы Петра Зверховского и Глеба Вяткина стали частью выставочного проекта «Бубновый валет. Постскриптум», в рамках которого было создано единое художественное пространство, состоящее из работ Зверховского / Вяткина и произведений участников художественного объединения «Бубновый валет» — Ильи Машкова, Петра Кончаловского, Роберта Фалька, Аристарха Лентулова и Александра Куприна.
В рамках этого проекта была исследована и продемонстрирована глубокая генетическая связь и эволюция сюжетных линий, подходов к созданию художественных образов и живописных приёмов художников начала и конца XX века, связанных между собой двумя поколениями учителей — Пётр Зверховский и Глеб Вяткин были учениками Г. А. Савинова, который, в свою очередь, был учеником А. А. Осмёркина — соратника Ильи Машкова по «Бубновому валету». Инициатором этого проекта выступила искусствовед Л. А. Яхонтова, проект был реализован ВМИИ им. И. И. Машкова при поддержке благотворительного фонда Семь Ветров, а также Правительства и Министерства культуры Волгоградской области.

### Побег из Трои
Работы Петра Зверховского из его «античной серии» и записи интервью с художником легли в основу анимационно-документального фильма «Побег из Трои» (режиссёр П. П. Дзогаба), представленного в 2018 году на MIPCOM в Каннах, фестивале анимационного кино в Анси, Barcelona International Film Festival (победитель), VIFF Vienna Independent Film Festival (конкурсная программа) и Dalmatia Film Festival (конкурсная программа).

## Участие в выставках
- 1992 — Персональная выставка, Центральный выставочный зал, Волгоград, Россия
- 1993 — Персональная выставка, Ганновер, Федеративная Республика Германия
- 1993 — Персональная выставка, Сантандер, Испания
- 1993 — Персональная выставка, Мадрид, Испания
- 1997 — Персональная выставка, Кливленд, США
- 1997 — Персональная выставка, Феррара, Италия
- 2001 — Выставка на Международном Художественном Салоне в ЦДХ, Москва, Россия
- 2001 — Арт-Манеж 2001 Манеж (Москва), Москва, Россия
- 2002 — Персональная выставка в выставочном зале Главного архитектурного управления Киева, Украина
- 2002 — Арт-Манеж 2002 Манеж (Москва), Москва, Россия
- 2003 — Арт-Манеж 2003 Манеж (Москва), Москва, Россия
- 2003 — Персональная выставка, Берлин, Германия
- 2003 — Персональная выставка, Вильгельмсхорст, Германия
- 2003 — «Пикник на культурной обочине», Галерея ArtRA, ЦДХ, Москва, Россия
- 2003 — Art Lux Салон, Галерея ArtRA, Москва, Россия
- 2004 — Персональная выставка, Бранденбург, Германия
- 2004 — Персональная выставка, Вердер (Хафель), Германия
- 2004 — 2 Салон искусств «Лучшие художественные галереи», Инфо-пространство, галерея Art Ra, Москва, Россия
- 2005 — 4 Салон искусств «Лучшие художественные галереи», Инфо-пространство, галерея Art Ra, Москва, Россия
- 2005 — «Сквозь пространство и время», Галерея ArtRA, ЦДХ, Москва, Россия
- 2005 — Пётр Зверховский и Валерия Козина «Скромное обаяние живописи»[15], Галерея ArtRA, ЦДХ, Москва, Россия
- 2006 — «Пятно. Фигура. Предмет. Состояние», Галерея ArtRA, ЦДХ, Москва, Россия
- 2006 — «Перекресток столетий. Версии», Галерея ArtRа, ЦДХ, Москва, Россия
- 2006 — «Urbi et Orbi», Инфо-пространство, галерея ArtRa, Москва, Россия
- 2007 — Первый Московский Фестиваль искусств, галерея ArtRa, Манеж (Москва), Россия
- 2007 — Худграф, галерея ArtRa, МГВЗ Новый Манеж, Москва, Россия
- 2007 — Персональная выставка, Потсдам, Германия
- 2008 — «Артесания», галерея ArtRa, МГВЗ Новый Манеж, Москва, Россия
- 2008 — Выставка на Международном Художественном Салоне в ЦДХ, Москва, Россия
- 2009 — Худграф, галерея ArtRa, МГВЗ Новый Манеж, Москва, Россия
- 2009 — Арт-Манеж 2009 Манеж (Москва), Москва, Россия
- 2010 — «Артесания», галерея ArtRa, Благотворительный фонд Семь Ветров МГВЗ Новый Манеж, Москва, Россия
- 2010 — «Вчера. Сегодня. Завтра.», галерея ArtRa, Благотворительный фонд Семь Ветров ЦДХ, Москва, Россия
- 2010 — Арт-Манеж 2010, галерея ArtRa, Благотворительный фонд Семь Ветров, Москва, Россия
- 2011 — Персональная выставка в галерее ЭКСПО-88, галерея ArtRa, Благотворительный фонд Семь Ветров, Москва, Россия
- 2011 — Выставка в ЦДХ, галерея ArtRa, Благотворительный фонд Семь Ветров Москва, Россия
- 2011 — Арт-Манеж 2011 галерея ArtRa, Благотворительный фонд Семь Ветров Манеж (Москва), Москва, Россия
- 2012 — Худграф, галерея ArtRa, Благотворительный фонд Семь Ветров, МГВЗ Новый Манеж, Москва, Россия
- 2012 — «Кто знает — вечность или миг», галерея ArtRa, Благотворительный фонд Семь Ветров, ЦДХ, Москва, Россия
- 2013 — Глеб Вяткин и Петр Зверховский в проекте «Бубновый валет. Поскриптум»[9], ВМИИ им И. И. Машкова, Благотворительный фонд Семь Ветров , Волгоград, Россия
- 2013 — «Правнуки валетов. Художник. Судьба. Время», Благотворительный фонд Семь Ветров , ЦДХ, Москва, Россия
- 2014 — Персональная выставка «…И значит, остались только иллюзия и дорога…», Благотворительный фонд Семь Ветров , Волгоград, Россия
- 2014 — П. Зверховский, Г. Вяткин, В. Бабин, А. Бух, В. Дынников, В. Лукка в проекте «Сквозь время. Ностальгические прогулки по исчезающему культурному ландшафту»[16][17], галерея ArtRa, Благотворительный фонд Семь Ветров, ЦДХ, Москва, Россия
- 2016 — «Виртуальные диалоги», галерея ArtRa, Благотворительный фонд Семь Ветров, Саратовский художественный музей имени А. Н. Радищева, Саратов, Россия
- 2017 — «Пространство и время Петра Зверховского»[18], ВМИИ им И. И. Машкова, Благотворительный фонд Семь Ветров , Волгоград, Россия